# Серединный треугольник

Красный треугольник является серединным треугольником для чёрного. Вершины красного треугольника лежат в серединах сторон чёрного.

Серединный треугольник (также срединный треугольник или дополнительный треугольник) — треугольник, построенный на серединах сторон данного треугольника, частный случай серединного многоугольника.

## Свойства
Серединный треугольник можно рассматривать как образ исходного треугольника {\displaystyle \triangle ABC} при гомотетии с центром в центроиде с коэффициентом −½. Таким образом, серединный треугольник подобен исходному и имеет тот же самый центроид и медианы, что и исходный треугольник {\displaystyle \triangle ABC}. Отсюда также следует, что периметр серединного треугольника равен полупериметру треугольника {\displaystyle \triangle ABC} и что его площадь равна четверти площади треугольника {\displaystyle \triangle ABC}. Более того, четыре треугольника, на которые разбивается исходный треугольник серединным треугольником, равны по трём сторонам, так что их площади равны и составляют четверть площади исходного треугольника. В этой связи иногда «серединными» называют сразу все четыре равных между собой внутренних треугольника, получаемых из заданного треугольника проведением в нём трёх средних линий (в наиболее традиционной терминологии серединным называют только один из них — центральный).
Ортоцентр серединного треугольника совпадает с центром описанной окружности данного треугольника {\displaystyle \triangle ABC}, этот факт даёт средства для доказательства того, что центр описанной окружности, центроид и ортоцентр лежат на одной прямой — прямой Эйлера.
Серединный треугольник является подерным треугольником центра описанной окружности. Окружность девяти точек является описанной для серединного треугольника, а потому центр девяти точек является центром описанной вокруг серединного треугольника окружности. Точка Нагеля серединного треугольника является центром вписанной окружности исходного треугольника.
Серединный треугольник равен треугольнику, вершинами которого служат середины отрезков, соединяющих ортоцентр и его вершины (треугольник Эйлера).
Центр вписанной окружности треугольника лежит в серединном треугольнике. Точка внутри треугольника является центром вписанного в треугольник эллипса тогда и только тогда, когда эта точка лежит внутри серединного треугольника. Серединный треугольник является единственным вписанным треугольником, для которого никакой из трёх остальных треугольников не имеет площадь, меньшую площади этого треугольника. Центр окружности, вписанной в серединный треугольник данного треугольника {\displaystyle \triangle ABC}, является центром масс периметра треугольника (центром Шпикера), этот центр является центром тяжести однородной проволочной фигуры, соответствующей треугольнику.
Ортополюс P прямой линии ℓ треугольника является радикальным центром трех окружностей, которые касаются  прямой линии ℓ и имеют центры в вершинах антидополнительного треугольника по отношению к данному треугольнику.
Инцентр данного треугольника является точкой Нагеля треугольника, образованного его 3 средними линиями (серединного треугольника).

## Координаты
Пусть {\displaystyle a=|BC|,b=|CA|,c=|AB|} — длины сторон треугольника {\displaystyle \triangle ABC}. Трилинейные координаты вершин серединного треугольника задаются формулами:
- {\displaystyle X=0:1/b:1/c}
- {\displaystyle Y=1/a:0:1/c}
- {\displaystyle Z=1/a:1/b:0}

## Антисерединный треугольник
Если {\displaystyle \triangle XYZ} — серединный треугольник для {\displaystyle \triangle ABC}, то {\displaystyle \triangle ABC} является антисерединным треугольником (антидополнительным) для {\displaystyle \triangle XYZ}. Антикомплементарный треугольник для {\displaystyle \triangle ABC} образуется тремя прямыми, параллельными сторонам {\displaystyle \triangle ABC} — параллельно {\displaystyle AB} через точку {\displaystyle C}, параллельно {\displaystyle AC} через точку {\displaystyle B} и параллельно {\displaystyle BC} через точку {\displaystyle A}.
Трилинейные координаты вершин антисерединного треугольника {\displaystyle \triangle X'Y'Z'} задаются формулами:
- {\displaystyle X'=-1/a:1/b:1/c}
- {\displaystyle Y'=1/a:-1/b:1/c}
- {\displaystyle Z'=1/a:1/b:-1/c}